# Libanon-Lauch
Der Libanon-Lauch (Allium zebdanense) ist eine Pflanzenart aus der Gattung Lauch (Allium) in der Unterfamilie der Lauchgewächse (Allioideae) innerhalb der Pflanzenfamilie der Amaryllisgewächse (Amaryllidaceae). Er ist vom östlichen Mittelmeerraum bis zum südlichen Kaukasus verbreitet und wird gelegentlich als Zierpflanze verwendet.

## Beschreibung

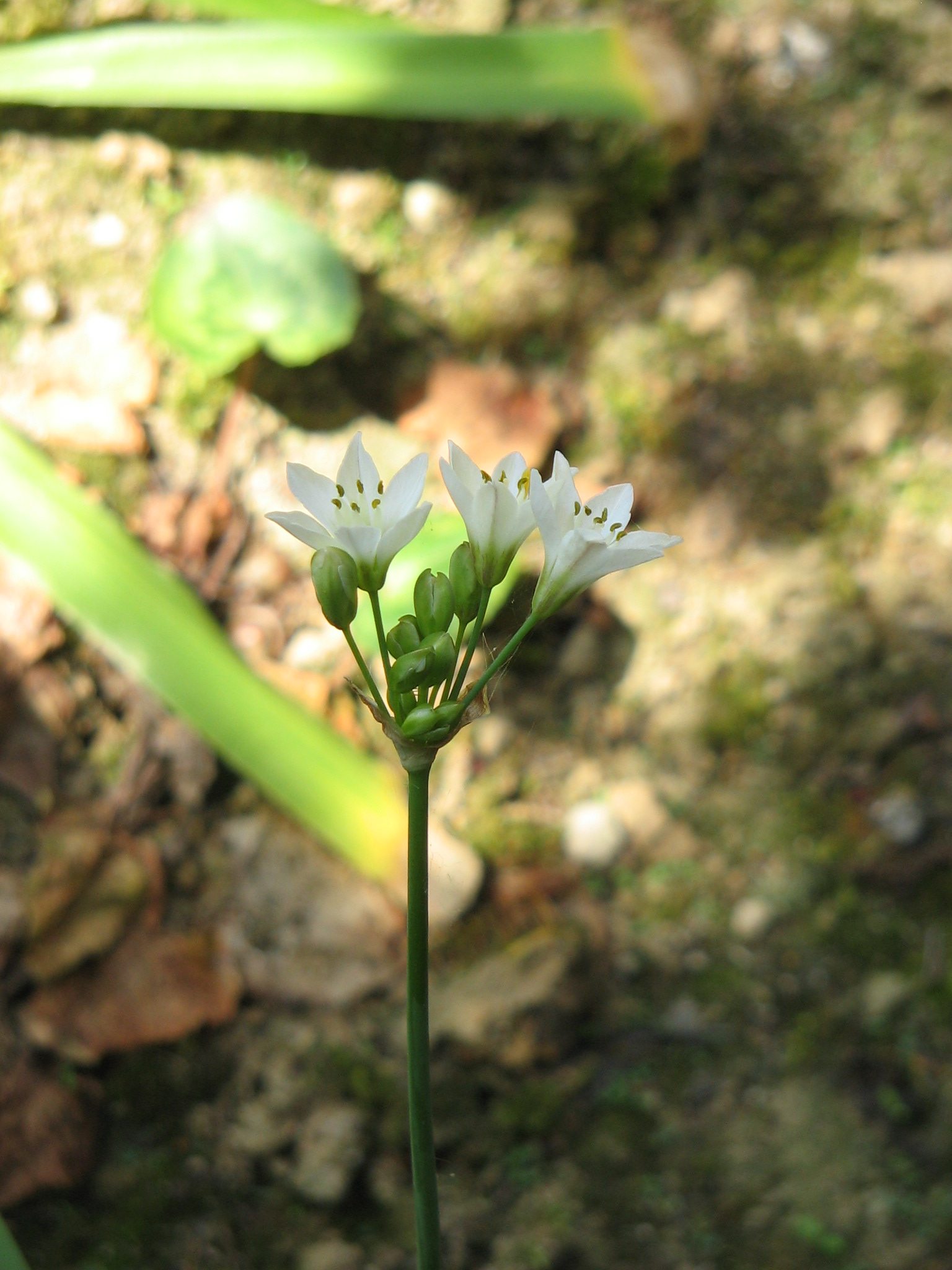
Blütenstand

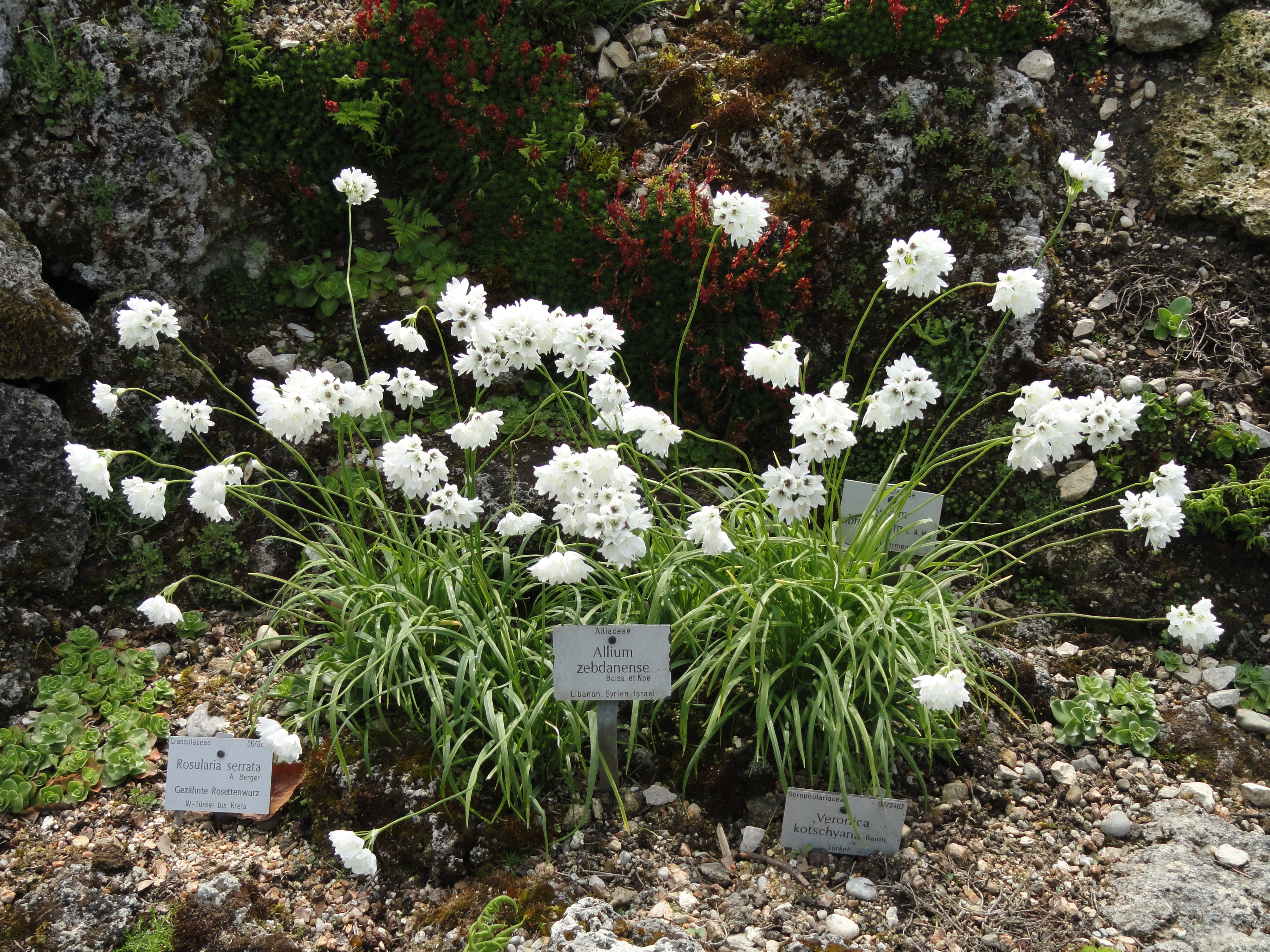
Habitus

### Vegetative Merkmale
Der Libanon-Lauch ist eine ausdauernde krautige Pflanze, die Wuchshöhen von 25 bis 45 Zentimeter erreicht. Die kleine, eiförmige Zwiebel ist von einer braunen Hülle umgeben. Die 2 bis 3 grundständigen, schmalen Laubblätter sind flach oder rinnig und etwas kürzer als der etwas kantige Blütenschaft.

### Generative Merkmale
Die Blütezeit reicht von Mai bis Juni. Der aufrechte bis überhängende Blütenschaft ist 25 bis 45 Zentimeter lang. Der doldige, lockere Blütenstand enthält 4 bis 10 glockenförmige Blüten an ungleich langen Stielen, die kaum länger als die Blütenhülle sind. Die weißen, 9 bis 13 Millimeter langen, vorn abgestutzten Blütenhüllblätter sind länger als die Staubblätter.

### Chromosomensatz
Die Chromosomengrundzahl beträgt x = 9; es tritt Diploidie mit einer Chromosomenzahl von 2n = 18 auf.

## Vorkommen
Der Libanon-Lauch ist in Syrien, im Libanon, in der nordöstlichen Türkei bis in den Südkaukasus verbreitet und besiedelt schattige Felsabbrüche und Felsspalten der Gebirge.

## Systematik
Die Erstveröffentlichung von Allium zebadnense erfolgte 1859 durch Edmond Boissier und Friedrich Wilhelm Noë in Diagnoses plantarum orientalium novarum, zweite Auflage, Band 4, S. 113. Das Artepithetum zebadnense bedeutet „aus der Umgebung von az-Zabadani stammend“, einer syrischen Stadt an den Ausläufern der Berge des Anti-Libanon.
Die Art gehört zur Sektion Molium G.Don ex Koch innerhalb der Untergattung Amerallium Traub in der Gattung Allium L. Allium zebdanense Boiss. & Noë ist somit eng verwandt mit Allium moly L., Allium neapolitanum Cirillo, Allium roseum L. und Allium subhirsutum L. Ein Synonym von Allium zebdanense ist Allium chionanthum Boiss.

## Verwendung
Der Libanon-Lauch wird spätestens seit der zweiten Hälfte des 20. Jahrhunderts als Zierpflanze kultiviert. Sie gilt als eine der attraktivsten weißblühenden Laucharten, die sich gut mit Polsterpflanzen in Steingärten kombinieren lässt. Als Standort eignen sich sonnige bis halbschattige, warme Lagen auf gut durchlässigen, trockenen Böden. Die Pflanze gilt als winterhart bis −34 °C (Zone 4), benötigt aber während der sommerlichen Ruhezeit ab Juni Schutz vor Nässe, so dass eine Kultur im Alpinhaus empfohlen wird.